# Unihockey-Weltmeisterschaft der Frauen 2015
Die 9. Unihockey-Weltmeisterschaft der Frauen wurde vom 4. bis 12. Dezember 2015 in Tampere, in Finnland, ausgetragen. Weltmeister wurde Schweden durch ein 5:4 im Finale über Finnland im Penaltyschießen.

## Veranstaltungsort
| \| Tampere \| |
| Tampere       |

| Tampere |

## Qualifikation
Außer dem Gastgeber Finnland mussten alle Mannschaften zur Qualifikation zur Weltmeisterschaft 2015 antreten. Die Qualifikationsturniere wurden in drei Gruppen in Europa sowie je einer Gruppe in Amerika und Asien-Ozeanien ausgetragen. In Europa konnten sich jeweils die drei Gruppenbesten sowie die zwei besten Gruppenvierten qualifizieren, Asien-Ozeanien besaß drei Startplätze, und aus Amerika konnte ein Team zur Weltmeisterschaft antreten.

## Modus
Die sechzehn qualifizierten Teams wurden nach ihrer Weltranglistenposition nach der Weltmeisterschaft 2013 in vier Töpfe eingeteilt. Die besten acht Teams wurden den Gruppen A und B zugeordnet, die restlichen acht den Gruppen C und D.
Nach der Gruppenphase qualifizieren sich die zwei bestplatzierten Teams der Gruppen A und B direkt für die Viertelfinals, während die Dritt- und Viertplatzierten der Gruppe zu einem Playoffspiel gegen die Erst- und Zweitplatzierten der Gruppen C und D antreten müssen. Die Dritt- und Viertplatzierten der Gruppen C und D spielen in Platzierungsspielen noch die Endplatzierung in der Weltmeisterschaft untereinander aus.
Es wurden folgende Gruppen ausgelost:
| Gruppe A      | Gruppe B         | Gruppe C         | Gruppe D                 |
| ------------- | ---------------- | ---------------- | ------------------------ |
| Finnland (2.) | Schweden (1.)    | Dänemark (9.)    | Russland (10.)           |
| Schweiz (3.)  | Tschechien (4.)  | Australien (12.) | Slowakei (11.)           |
| Norwegen (5.) | Lettland (6.)    | Japan (15.)      | Niederlande (14.)        |
| Polen (7.)    | Deutschland (8.) | Singapur (20.)   | Vereinigte Staaten (16.) |

## Gruppenspiele

### Gruppe A
| Land     | Sp | S | U | N | +  | -  | Pkt |
| -------- | -- | - | - | - | -- | -- | --- |
| Finnland | 3  | 3 | 0 | 0 | 25 | 7  | 6   |
| Schweiz  | 3  | 2 | 0 | 1 | 25 | 10 | 4   |
| Polen    | 3  | 1 | 0 | 2 | 9  | 19 | 2   |
| Norwegen | 3  | 0 | 0 | 3 | 4  | 27 | 0   |

| 4. Dezember 2015 12:30 Uhr |  | Polen | 3:12 (2:2, 1:6, 0:4) | Schweiz | Tampere Arena, Tampere, Zuschauer: 110 |

| 4. Dezember 2015 18:15 Uhr |  | Norwegen | 1:14 (1:2, 0:6, 0:6) | Finnland | Hakametsä, Tampere, Zuschauer: 2.559 |

| 5. Dezember 2015 14:00 Uhr |  | Polen | 4:2 (2:1, 0:1, 2:0) | Norwegen | Tampere Arena, Tampere, Zuschauer: 102 |

| 5. Dezember 2015 17:00 Uhr |  | Schweiz | 4:6 (1:1, 1:3, 2:2) | Finnland | Hakametsä, Tampere, Zuschauer: 3.476 |

| 6. Dezember 2015 16:15 Uhr |  | Schweiz | 9:1 (2:0, 4:1, 3:0) | Norwegen | Hakametsä, Tampere, Zuschauer: 322 |

| 7. Dezember 2015 18:15 Uhr |  | Finnland | 5:2 (2:2, 3:0, 0:0) | Polen | Hakametsä, Tampere, Zuschauer: 2.049 |

### Gruppe B
| Land        | Sp | S | U | N | +  | -  | Pkt |
| ----------- | -- | - | - | - | -- | -- | --- |
| Schweden    | 3  | 3 | 0 | 0 | 40 | 3  | 6   |
| Tschechien  | 3  | 2 | 0 | 1 | 26 | 20 | 4   |
| Lettland    | 3  | 0 | 1 | 2 | 5  | 25 | 1   |
| Deutschland | 3  | 0 | 1 | 2 | 5  | 28 | 1   |

| 4. Dezember 2015 15:30 Uhr |  | Deutschland | 1:16 (0:4, 0:4, 1:8) | Schweden | Hakametsä, Tampere, Zuschauer: 222 |

| 5. Dezember 2015 11:00 Uhr |  | Lettland | 2:15 Uhr (2:4, 0:5, 0:6) | Tschechien | Hakametsä, Tampere, Zuschauer: 207 |

| 6. Dezember 2015 13:15 Uhr |  | Deutschland | 3:3 (0:3, 2:0, 1:0) | Lettland | Hakametsä, Tampere, Zuschauer: 160 |

| 6. Dezember 2015 19:15 Uhr |  | Schweden | 17:2 (4:1, 5:1, 8:0) | Tschechien | Hakametsä, Tampere, Zuschauer: 448 |

| 7. Dezember 2015 12:30 Uhr |  | Schweden | 7:0 (2:0, 3:0, 2:0) | Lettland | Hakametsä, Tampere, Zuschauer: 456 |

| 7. Dezember 2015 15:30 Uhr |  | Tschechien | 9:1 (1:0, 4:1, 4:0) | Deutschland | Hakametsä, Tampere, Zuschauer: 280 |

### Gruppe C
| Land       | Sp | S | U | N | +  | -  | Pkt |
| ---------- | -- | - | - | - | -- | -- | --- |
| Dänemark   | 3  | 3 | 0 | 0 | 19 | 11 | 6   |
| Australien | 3  | 1 | 0 | 2 | 15 | 18 | 2   |
| Singapur   | 3  | 1 | 0 | 2 | 13 | 15 | 2   |
| Japan      | 3  | 1 | 0 | 2 | 13 | 16 | 2   |

| 4. Dezember 2015 15:30 Uhr |  | Japan | 3:5 (1:1, 0:1, 2:3) | Dänemark | Tampere Arena, Tampere, Zuschauer: 117 |

| 5. Dezember 2015 11:00 Uhr |  | Singapur | 5:4 (2:0, 1:4, 2:0) | Australien | Tampere Arena, Tampere, Zuschauer: 117 |

| 6. Dezember 2015 11:00 Uhr |  | Japan | 4:3 (2:0, 0:0, 2:3) | Singapur | Tampere Arena, Tampere, Zuschauer: 89 |

| 6. Dezember 2015 14:00 Uhr |  | Dänemark | 7:3 (1:0, 3:0, 3:3) | Australien | Tampere Arena, Tampere, Zuschauer: 120 |

| 7. Dezember 2015 12:30 Uhr |  | Dänemark | 7:5 (4:2, 1:1, 2:2) | Singapur | Tampere Arena, Tampere, Zuschauer: 111 |

| 7. Dezember 2015 15:30 Uhr |  | Australien | 8:6 (1:1, 2:2, 5:3) | Japan | Tampere Arena, Tampere, Zuschauer: 153 |

### Gruppe D
| Land               | Sp | S | U | N | +  | -  | Pkt |
| ------------------ | -- | - | - | - | -- | -- | --- |
| Slowakei           | 3  | 3 | 0 | 0 | 32 | 5  | 6   |
| Russland           | 3  | 2 | 0 | 1 | 19 | 10 | 4   |
| Vereinigte Staaten | 3  | 1 | 0 | 2 | 13 | 28 | 3   |
| Niederlande        | 3  | 0 | 0 | 3 | 7  | 28 | 0   |

| 4. Dezember 2015 12:30 Uhr |  | Slowakei | 4:2 (2:1, 1:0, 1:1) | Russland | Hakametsä, Tampere, Zuschauer: 154 |

| 4. Dezember 2015 18:30 Uhr |  | Vereinigte Staaten | 7:4 (1:1, 3:2, 3:1) | Niederlande | Tampere Arena, Tampere, Zuschauer: 115 |

| 5. Dezember 2015 14:00 Uhr |  | Slowakei | 15:2 (3:2, 2:0, 10:0) | Vereinigte Staaten | Hakametsä, Tampere, Zuschauer: 517 |

| 5. Dezember 2015 17:00 Uhr |  | Russland | 8:2 (3:0, 3:0, 2:2) | Niederlande | Tampere Arena, Tampere, Zuschauer: 98 |

| 6. Dezember 2015 10:45 Uhr |  | Niederlande | 1:13 (1:7, 0:5, 0:1) | Slowakei | Hakametsä, Tampere, Zuschauer: 198 |

| 7. Dezember 2015 18:30 Uhr |  | Russland | 9:4 (4:1, 2:2, 3:1) | Vereinigte Staaten | Tampere Arena, Tampere, Zuschauer: 97 |

## Platzierungsspiele 13 – 16
| 8. Dezember 2015 15:30 Uhr |  | Vereinigte Staaten | 10:2 (1:1, 2:1, 7:0) | Japan | Tampere Arena, Tampere, Zuschauer: 63 |

| 8. Dezember 2015 18:30 Uhr |  | Singapur | 3:4 (1:0, 0:3, 2:1) | Niederlande | Tampere Arena, Tampere, Zuschauer: 53 |

### Spiel um Platz 15
| 10. Dezember 2015 12:30 Uhr |  | Japan | 5:4 n. V. (1:1, 1:1, 2:2; 1:0) | Singapur | Tampere Arena, Tampere, Zuschauer: 52 |

### Spiel um Platz 13
| 10. Dezember 2015 09:30 Uhr |  | Vereinigte Staaten | 7:1 (3:0, 1:0, 3:1) | Niederlande | Hakametsä, Tampere, Zuschauer: 110 |

## Platzierungsspiele 9 – 12
| 9. Dezember 2015 12:30 Uhr |  | Australien | 1:11 (1:0, 0:4, 0:7) | Norwegen | Tampere Arena, Tampere, Zuschauer: 102 |

| 9. Dezember 2015 15:30 Uhr |  | Russland | 6:7 n. V. (1:1, 1:2, 4:3, 0:1) | Dänemark | Tampere Arena, Tampere, Zuschauer: 61 |

### Spiel um Platz 11
| 10. Dezember 2015 12:30 Uhr |  | Australien | 4:14 (1:3, 1:4, 2:7) | Russland | Hakametsä, Tampere, Zuschauer: 147 |

### Spiel um Platz 9
| 10. Dezember 2015 15:30 Uhr |  | Norwegen | 2:0 (1:0, 1:0, 0:0) | Dänemark | Hakametsä, Tampere, Zuschauer: 207 |

## Platzierungsspiele 5 – 8
| 11. Dezember 2015 10:00 Uhr |  | Deutschland | 5:2 (3:1, 0:0, 2:1) | Polen | Hakametsä, Tampere, Zuschauer: 412 |

| 11. Dezember 2015 13:00 Uhr |  | Slowakei | 3:4 n. P. (1:0, 1:1, 1:2, 0:0) | Lettland | Hakametsä, Tampere, Zuschauer: 196 |

### Spiel um Platz 7
| 12. Dezember 2015 09:30 Uhr |  | Polen | 2:0 (1:0, 0:0, 1:0) | Slowakei | Tampere Arena, Tampere, Zuschauer: 74 |

### Spiel um Platz 5
| 12. Dezember 2015 09:30 Uhr |  | Deutschland | 2:5 (1:1, 1:2, 0:2) | Lettland | Hakametsä, Tampere, Zuschauer: 222 |

## Finalrunde

### Playoff-Runde
| 8. Dezember 2015 09:30 Uhr |  | Lettland | 10:3 (4:0, 2:1, 4:2) | Australien | Hakametsä, Tampere, Zuschauer: 212 |

| 8. Dezember 2015 12:30 Uhr |  | Deutschland | 3:2 n. P. (0:0, 1:2, 1:0, 0:0) | Dänemark | Hakametsä, Tampere, Zuschauer: 205 |

| 8. Dezember 2015 15:30 Uhr |  | Norwegen | 2:4 (1:1, 0:0, 1:3) | Slowakei | Hakametsä, Tampere, Zuschauer: 195 |

| 8. Dezember 2015 18:30 Uhr |  | Polen | 4:1 (2:0, 1:0, 1:1) | Russland | Hakametsä, Tampere, Zuschauer: 167 |

### Viertelfinale
| 9. Dezember 2015 12:30 Uhr |  | Schweiz | 9:2 (3:0, 4:0, 2:2) | Lettland | Hakametsä, Tampere, Zuschauer: 168 |

| 9. Dezember 2015 15:30 Uhr |  | Tschechien | 8:2 (3:2, 3:0, 2:0) | Polen | Hakametsä, Tampere, Zuschauer: 202 |

| 9. Dezember 2015 18:15 Uhr |  | Finnland | 16:0 (4:0, 10:0, 2:0) | Deutschland | Hakametsä, Tampere, Zuschauer: 2.312 |

| 10. Dezember 2015 18:30 Uhr |  | Schweden | 15:1 (5:0, 5:1, 5:0) | Slowakei | Hakametsä, Tampere, Zuschauer: 460 |

### Halbfinale
| 11. Dezember 2015 17:45 Uhr |  | Finnland | 4:3 (1:0, 0:2, 3:1) | Tschechien | Hakametsä, Tampere, Zuschauer: 4.676 |

| 11. Dezember 2015 20:15 Uhr |  | Schweden | 7:3 (1:1, 3:1, 3:1) | Schweiz | Hakametsä, Tampere, Zuschauer: 3.034 |

### Spiel um Platz 3
| 12. Dezember 2015 12:30 Uhr |  | Schweiz | 5:4 (0:1, 4:0, 1:3) | Tschechien | Hakametsä, Tampere, Zuschauer: 4.023 |

## Finale
| 12. Dezember 2015 15:20 |  | Schweden Helin (06:04) Eiremo (22:34) Wibron (33:48) Larsson (35:00) | 5:4 n. P. (1:2, 3:1, 0:1, 0:0) | Finnland Ukkonen (11:29) Eskelinen (17:44) Lirkki (28:36) Kujala (41:00) | Hakametsä, Tampere, Zuschauer: 6.517 |

## Abschlussplatzierungen
| Platz | Land               |
| ----- | ------------------ |
| 1     | Schweden           |
| 2     | Finnland           |
| 3     | Schweiz            |
| 4     | Tschechien         |
| 5     | Lettland           |
| 6     | Deutschland        |
| 7     | Polen              |
| 8     | Slowakei           |
| 9     | Norwegen           |
| 10    | Dänemark           |
| 11    | Russland           |
| 12    | Australien         |
| 13    | Vereinigte Staaten |
| 14    | Niederlande        |
| 15    | Japan              |
| 16    | Singapur           |

## Medaillengewinner
| Weltmeister Schweden | Torhüterinnen: Sara Hjorting, Emelie Frisk – Verteidigung: Linn Lundström, Sanna Scheer, Moa Tschöp, Iza Rydfjäll, Sofie Andersson, Emelie Wibron, Katarina Bjuhr – Sturm: Therese Karlsson, Anna Wijk, Josefina Eiremo, Cornelia Fjellstedt, Louise Wickström, Anna Jakobsson, Sara Helin, Amanda Larsson, Jennifer Stålhult, Amanda Johansson Delgado, Malin Andreason Cheftrainer: Per Tjusberg Assistenztrainer: Jenny Hedlund, Asa Karlsson   |
| Silber Finnland      | Torhüterinnen: Laura Loisa, Jonna Mäkelä – Verteidigung: Silja Eskelinen, Sanni Nieminen, Mia Karjalainen, Laura Mertsalmi, Kristiina Kauppila, My Kippila – Sturm: Jaana Lirkki, Eliisa Alanko, Alisa Pöllänen, Elina Kujala, Karoliina Kujala, Nina Rantala, Ella Alanko, Tiia Ukkonen, Laura Hietamäki, Veera Kauppi, Marianne Hannonen Cheftrainer: Marko Paju Assistenztrainer: Timo Suonpää, Markus Huhtimo                                  |
| Bronze Schweiz       | Torhüterinnen: Helen Bircher, Monika Schmid – Verteidigung: Janine Wüthrich, Lena Cina, Corinne Häubi, Corin Rüttimann, Flurina Marti, Ladina Sgier, Priska von Rickenbach – Sturm: Michelle Wiki, Brigitte Mischler, Nina Bärtschi, Tanja Stella, Sonja Putzi, Ramona Ludwig, Céline Chalverat, Margrit Scheidegger, Seraina Ulber, Manuela Dominioni, Katrin Zwinggi Cheftrainer: Sascha Brendler Assistenztrainer: Simone Berner, Thomas Wetter |

## Statistik

### Beste Scorerinnen
Quelle: IFF; Abkürzungen: Sp = Spiele, T = Tore, A = Assists, Pkt = Punkte, SM = Strafminuten; Fett: Turnierbestwert
| Spielerin          | Mannschaft         | Sp | T  | A  | Pkt | SM |
| ------------------ | ------------------ | -- | -- | -- | --- | -- |
| Cecilia Di Nardo   | Dänemark           | 6  | 14 | 4  | 18  | 2  |
| Marie Haggstrom    | Vereinigte Staaten | 5  | 10 | 7  | 17  | 0  |
| Michelle Linhart   | Vereinigte Staaten | 5  | 7  | 9  | 16  | 0  |
| Anastasiia Bulbash | Russland           | 6  | 4  | 12 | 16  | 0  |
| Corin Rüttimann    | Schweiz            | 6  | 9  | 6  | 15  | 2  |
| Paulína Hudáková   | Slowakei           | 7  | 8  | 7  | 15  | 4  |
| Anna Wijk          | Schweden           | 6  | 4  | 9  | 13  | 2  |
| Svetlana Viktorova | Russland           | 6  | 4  | 8  | 12  | 2  |
| Nina Rantala       | Finnland           | 6  | 5  | 6  | 11  | 2  |
| Lucia Kosturiakova | Slowakei           | 7  | 8  | 2  | 10  | 2  |

### Beste Torhüterinnen
Quelle: IFF; Abkürzungen: Sp = Spiele, S = Saves, T = Tore, % = Fangquote; Fett: Turnierbestwert
| Spielerin      | Mannschaft | Sp | S  | T | %     |
| -------------- | ---------- | -- | -- | - | ----- |
| Agata Kownacka | Polen      | 7  | 36 | 2 | 94,73 |
| Helen Bircher  | Schweiz    | 6  | 7  | 1 | 87,50 |
| Laura Loisa    | Finnland   | 6  | 11 | 2 | 84,61 |
| Emelie Frisk   | Schweden   | 6  | 27 | 6 | 81,81 |
| Sara Hjorting  | Schweden   | 6  | 22 | 5 | 81,48 |

### All Stars Team
Folgende Spielerinnen wurden von den Medienvertreter in das All Stars-Team gewählt:
| Tor:          | Jonna Mäkelä                                 |
| Verteidigung: | My Kippilä – Sanna Scheer                    |
| Sturm:        | Anna Wijk – Corin Rüttimann – Alisa Pöllänen |